# Гапоненко, Даниил Васильевич
Даниил Васильевич Гапоненко (1921—1995) — подполковник Советской Армии, лётчик-испытатель, участник Великой Отечественной войны, Герой Советского Союза (1957).

## Биография
Даниил Гапоненко родился 24 декабря 1921 года в селе Викулово Викуловской волости Ишимского уезда Тюменской губернии. В 1938 году он окончил десять классов школы в городе Называевске Омской области, в 1940 году — два курса Омского сельскохозяйственного института.
В августе 1940 года призван на службу в Рабоче-крестьянскую Красную Армию. В августе 1942 года окончил Омскую военную авиационную школу лётчиков, затем прошёл переподготовку в 9-м запасном авиаполку в Казани. С января 1943 года — на фронтах Великой Отечественной войны. Прошёл путь от лётчика до заместителя командира эскадрильи. Участвовал в боях на Западном, Белорусском, 1-м Прибалтийском и 3-м Белорусском фронтах. За время своего участия в боевых действиях совершил 103 боевых вылета на бомбардировщике Пе-2.
После окончания войны Гапоненко продолжил службу в Советской Армии. Служил в Прибалтийском военном округе, затем в 1948—1959 годах был лётчиком-испытателем ГК НИИ ВВС в Жуковском. Провёл ряд испытаний на бомбардировщиках Ту-2, Ту-4, Ту-95, Ил-28, 3М и ряде других.
Указом Президиума Верховного Совета СССР от 9 сентября 1957 года за «мужество и героизм, проявленные при испытании новой авиационной техники» подполковник Даниил Гапоненко был удостоен высокого звания Героя Советского Союза с вручением ордена Ленина и медали «Золотая Звезда» за номером 11098.
В июле 1959 года Гапоненко был уволен в запас. В 1959—1960 годах он работал заместителем начальника лётно-испытательной станции ОКБ Сухого по лётной работе, в 1961—1978 годах — пилотом в Гражданской авиации, был командиром экипажа на пассажирских самолёта Ту-114 и Ил-62. В 1978—1980 годах Гапоненко работал ведущим инженером Лётно-исследовательского института, в 1980-х годах был диспетчером лётно-испытательского комплекса ОКБ Яковлева. Проживал в городе Жуковском Московской области, скончался 28 февраля 1995 года, похоронен на кладбище села Островцы Раменского района.
Лётчик-испытатель 1-го класса. Награждён двумя орденами Ленина, орденом Октябрьской Революции, двумя орденами Красного Знамени, двумя орденами Отечественной войны 1-й степени и одним — 2-й степени, орденом Красной Звезды, а также рядом медалей.